# Veronica polita
Veronica lucida (nome scientifico Veronica polita Fr., 1828) è una pianta erbacea annua appartenente alla famiglia delle Plantaginaceae.

## Etimologia
Il nome generico (Veronica) deriva dal personaggio biblico Santa Veronica, la donna che ha dato a Gesù un panno per asciugare il suo volto mentre è sulla via del Calvario. Alcune macchie e segni sui petali della corolla di questo fiore sembrano assomigliare a quelli del sacro fazzoletto di Veronica. Per questo nome di pianta sono indicate altre etimologie come l'arabo "viru-niku", o altre derivate dal latino come "vera-icona" (immagine vera). L'epiteto specifico (polita) significa "elegante, lucido, pulito".
Il nome scientifico della specie è stato definito dal micologo e botanico svedese Elias Magnus Fries (Femsjö, 15 agosto 1794 – Uppsala, 8 febbraio 1878) nella pubblicazione "Novitiae Florae Suecicae. Edit. Altera, Auctior et in Formam Commentarii in Cel. Wahlenbergii Floram Suecicam Redacta. Lund" (Novit. Fl. Suec. Alt. 1. 1828) del 1828.

## Descrizione

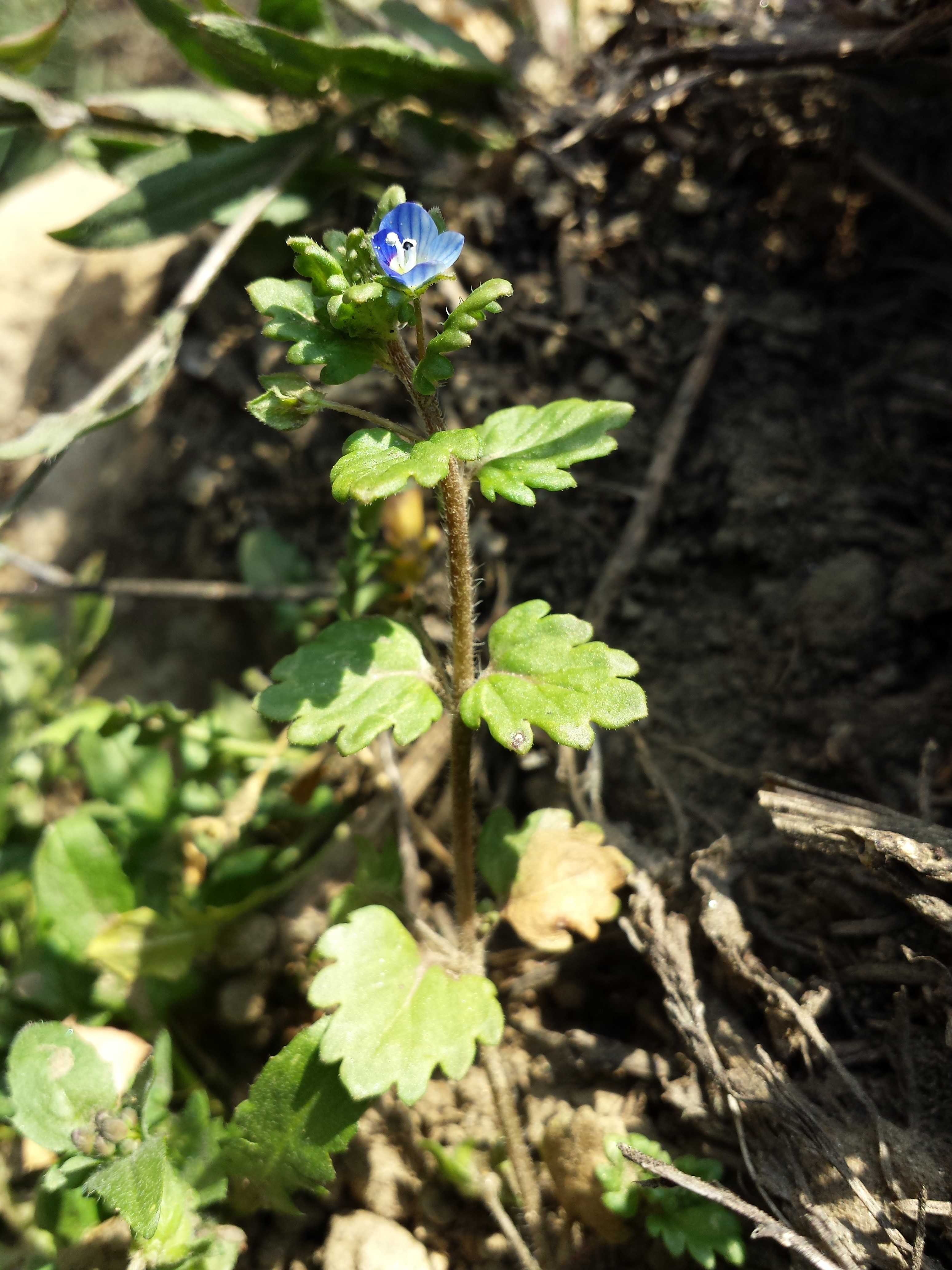
Il portamento

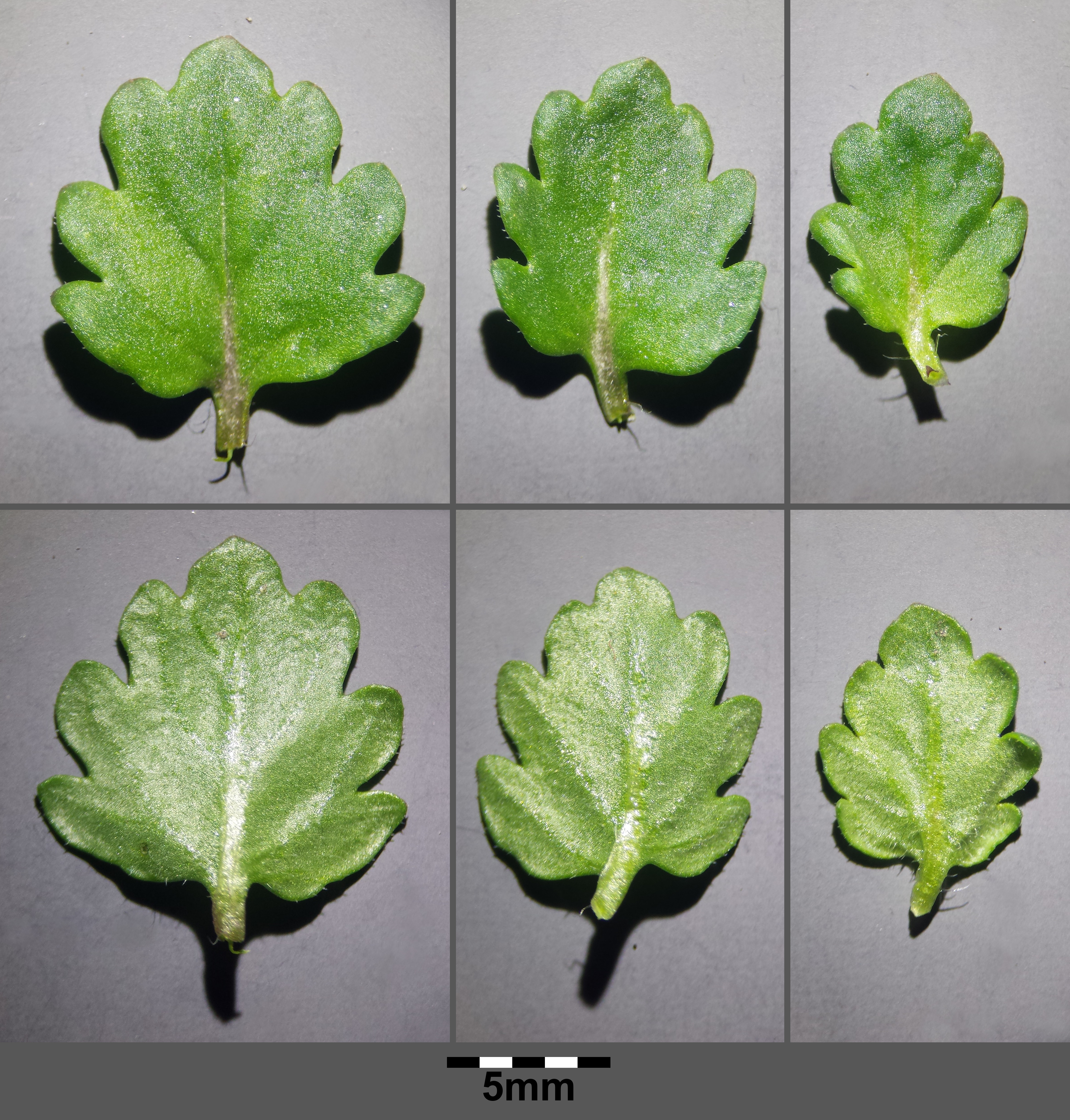
Le foglie

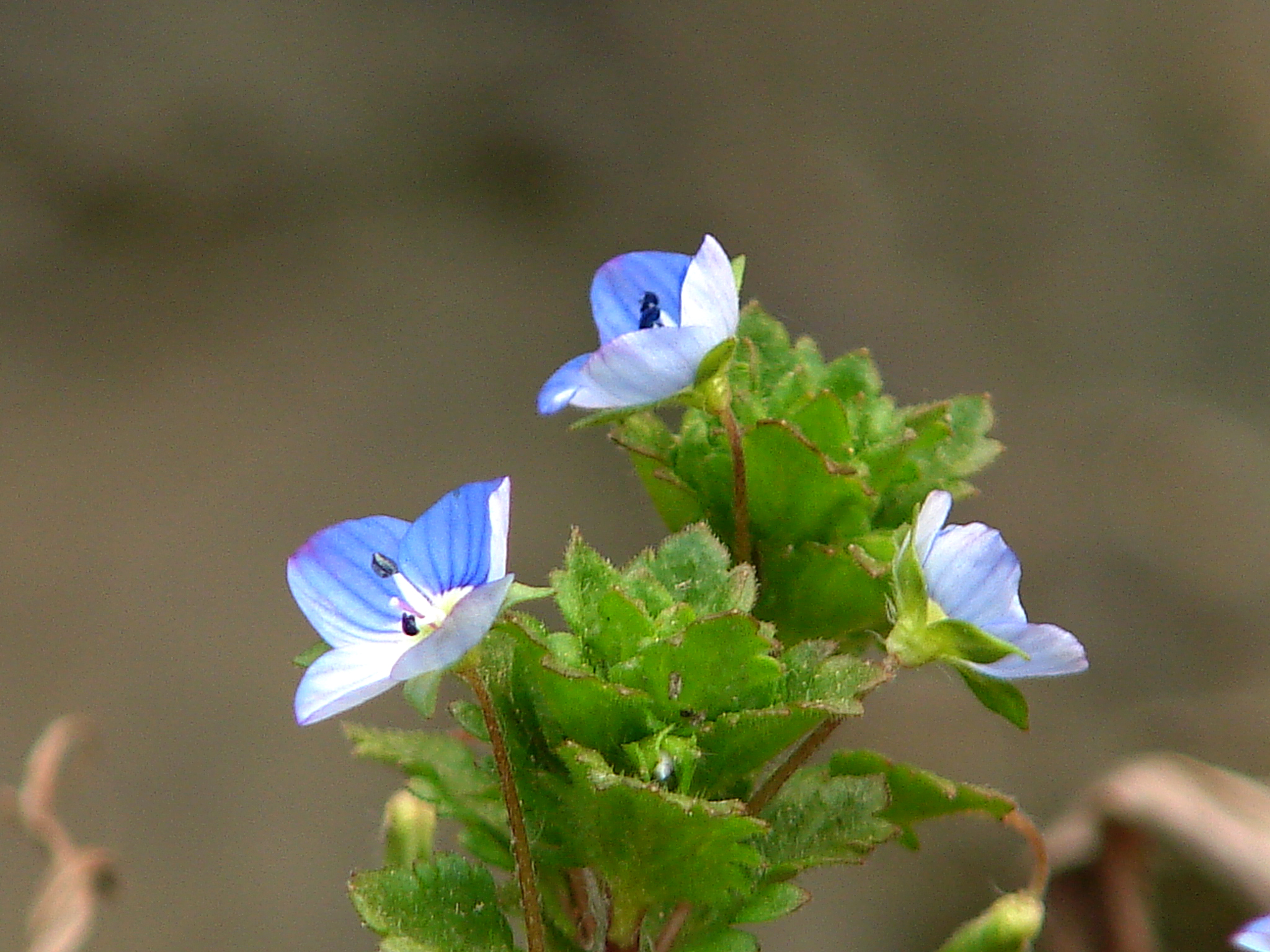
Infiorescenza

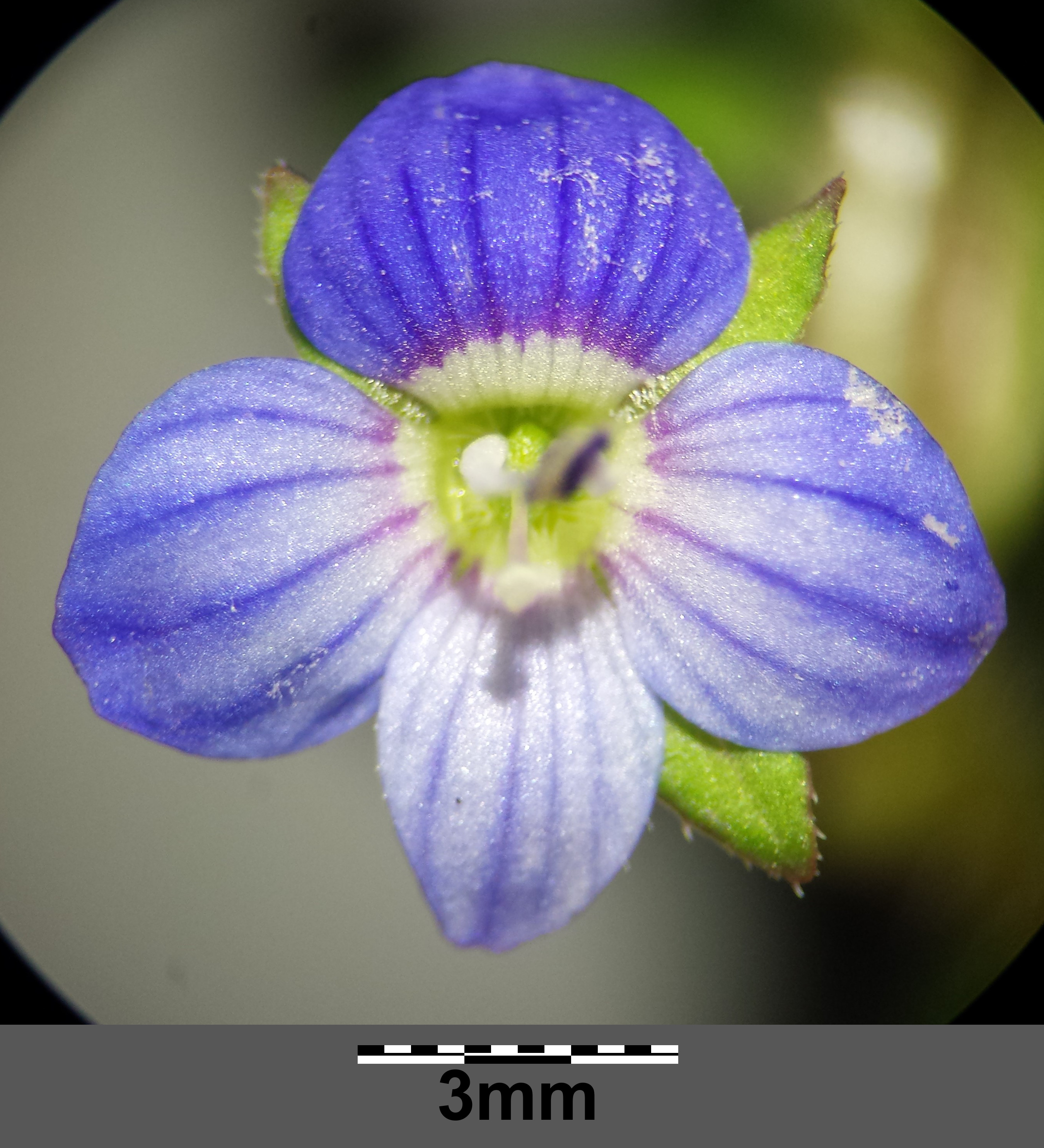
I fiori

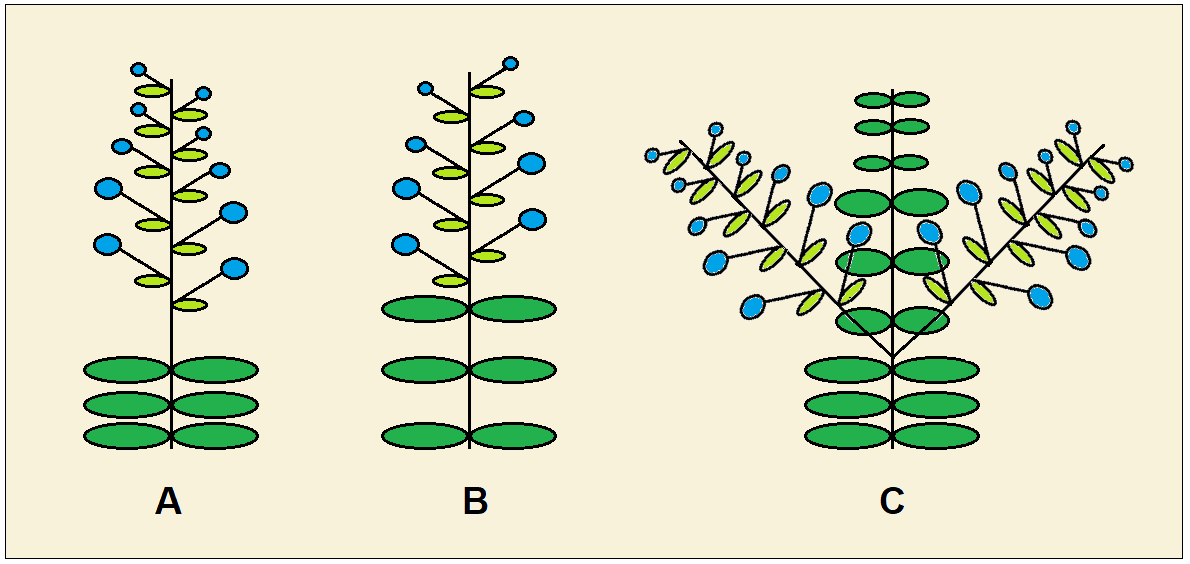
Racemi dell'infiorescenza: A) racemi terminali separati dalle foglie; B) racemi terminali non separati dalle foglie; C) racemi laterali

L'altezza di queste piante varia tra 5 e 40 cm con fusti lunghi 2 – 10 cm. La forma biologica è terofita scaposa (T scap), ossia in generale sono piante erbacee che differiscono dalle altre forme biologiche poiché, essendo annuali, superano la stagione avversa sotto forma di seme e sono munite di asse fiorale eretto e spesso privo di foglie.

### Radici
Le radici sono secondarie da rizoma.

### Fusto
La parte aerea del fusto è prostrata/ascendente e generalmente ramosa e scarsamente pubescente.

### Foglie
Le foglie sono disposte in modo opposto (1 - 3 coppie) e sono brevemente picciolate. La forma della lamina varia da largamente ovale a subrotonda (suborbicolare); quelle superiori raramente sono più strette. I bordi sono più o meno profondamente crenati (2 - 4 denti per lato) e a volte sono revoluti. La superficie è un poco pelosa e lucida. Il colore delle foglie è verde-scuro (abassialmente è biancastra); quando si seccano il colore cambia in verde-grigiastro. Dimensione delle foglie: larghezza 4 – 10 mm; lunghezza 5 – 13 mm. Lunghezza del picciolo: 5 – 12 mm. 

### Infiorescenza
Le infiorescenze sono dei racemi terminali e lunghissimi con 10 - 30 fiori al massimo. I racemi non sono chiaramente separati dalla parte fogliare (tipo B - vedi figura). Nell'infiorescenza sono presenti delle brattee simili alle foglie ma appena più strette. I fiori sono posizionati all'ascella di una brattea. Le brattee sono disposte in modo alterno (a volte sono opposte). 

### Fiore
I fiori sono ermafroditi e tetraciclici (composti da 4 verticilli: calice – corolla – androceo – gineceo), pentameri (calice e corolla divisi in cinque parti).
- Formula fiorale:

X o * K (4-5), [C (4) o (2+3), A 2+2 o 2], G (2), capsula.
- Calice: il calice campanulato, gamosepalo e più o meno attinomorfo, è diviso in 4 profonde lacinie con forme da ellittiche a ovali. Alla fruttificazione le lacinie hanno una consistenza membranosa e lievemente dilatata. La superficie è ricoperta da brevi peli semplici: alla base sono lunghi 0,1 - 0,5 mm e all'apice sono lunghi 0,05 - 0,2 mm. La superficie è inoltre percorsa da nervature (3 - 5) chiare e sporgenti. Dimensione delle lacinie alla fruttificazione: larghezza 2,5 - 3,5 mm; lunghezza 3,5 - 4,5 mm.
- Corolla: la corolla è gamopetala e debolmente zigomorfa con forme tubolari (il tubo è corto) e terminante in quattro larghi lobi patenti (il lobo superiore è leggermente più grande - due lobi fusi insieme, quello inferiore è più stretto). La corolla è resupinata; i lobi sono appena embricati. Il colore della corolla è azzurro luminoso con una lacinia inferiore biancastra. Larghezza della corolla (diametro): 6 - 7,5 mm.
- Androceo: gli stami sono due lunghi (gli altri tre sono abortiti) e sono sporgenti dal tubo corollino. I filamenti sono adnati alla corolla. Le antere hanno due teche più o meno separate, uguali con forme arrotondate.
- Gineceo: il gineceo è bicarpellare (sincarpico - formato dall'unione di due carpelli connati). L'ovario (biloculare) è supero con forme ovoidi e compresso lateralmente. Gli ovuli per loculo sono da numerosi a pochi (1 - 2 per loculo), hanno un solo tegumento e sono tenuinucellati (con la nocella, stadio primordiale dell'ovulo, ridotta a poche cellule).[12] Lo stilo, filiforme con stigma capitato e ottuso, è breve e sporge dalla insenatura poco profonda della corolla. Il disco nettarifero è presente nella parte inferiore della corolla (sotto l'ovario). Lunghezza dello stilo: 1,0 - 1,5 mm circa.
- Fioritura: da marzo a ottobre.

### Frutti
Il frutto è del tipo a capsula divisa fino a metà in due lobi e bordi smarginati e facce con peli sia semplici che ghiandolari e nervature evidenti. La forma della capsula è subrotonda, rigonfia, liscia e leggermente compressa. La deiscenza è loculicida. I semi, incavati a conchiglia con superficie rugosa e colorati di giallo-pallido, sono numerosi (20 - 30). Dimensione della capsula: 4,5 - 5,5 x 3 - 4,5 mm. Dimensione dei semi: 0,9 - 1,6 x 0,8 - 1,3 mm.

## Riproduzione
- Impollinazione: l'impollinazione avviene tramite insetti (impollinazione entomogama).
- Riproduzione: la fecondazione avviene fondamentalmente tramite l'impollinazione dei fiori (vedi sopra).
- Dispersione: i semi cadendo a terra (dopo essere stati trasportati per alcuni metri dal vento – disseminazione anemocora) sono successivamente dispersi soprattutto da insetti tipo formiche (disseminazione mirmecoria).

## Distribuzione e habitat

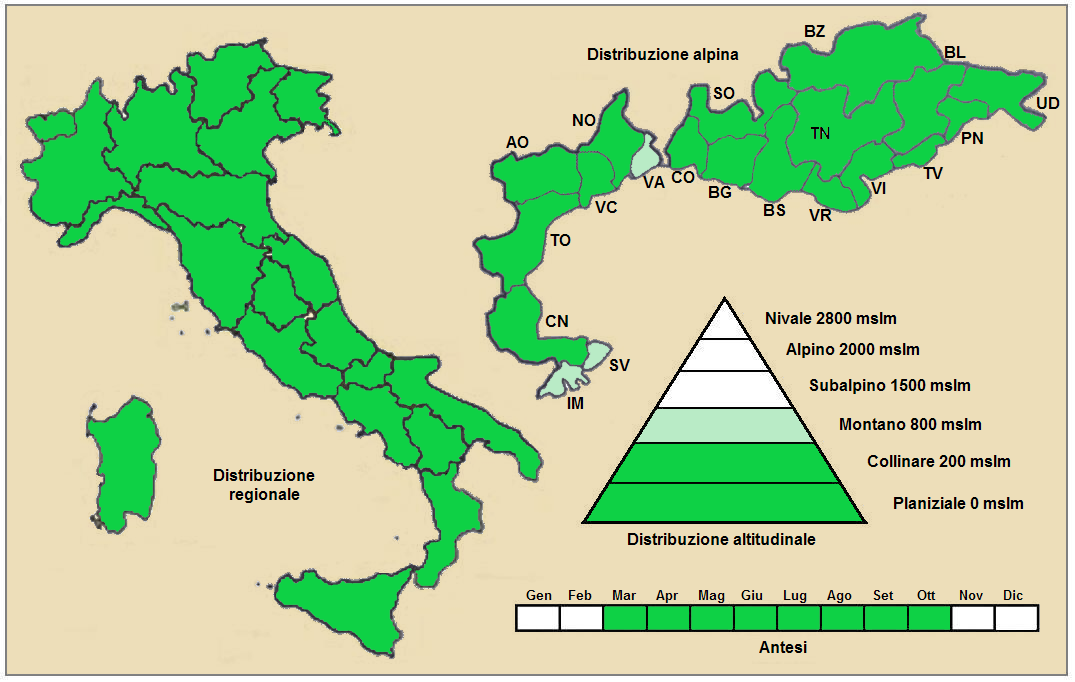
Distribuzione della pianta
(Distribuzione regionale – Distribuzione alpina)

- Geoelemento: il tipo corologico (area di origine) è Subcomopolita (Archeofita) o mediterraneo (l'origine potrebbe essere "Irano-turcanica" o "Asiatico-meridionale").
- Distribuzione: in Italia è una specie comune su tutto il territorio. Nelle Alpi è ovunque presente (anche sui versanti nord). Sugli altri rilievi europei collegati alle Alpi si trova nella Foresta Nera, Vosgi, Massiccio del Giura, Massiccio Centrale, Pirenei, Monti Balcani e Carpazi.[14] Nel resto dell'Europa e dell'areale del Mediterraneo questa specie si trova dalla Penisola Iberica ai Monti Urali; si trova inoltre in Anatolia, in Asia mediterranea e nell'Africa mediterranea.[15] Fuori dall'Europa si trova in Asia fino in Cina.[11]
- Habitat: per questa pianta l'habitat tipico sono le colture sarchiate, gli orti, i sentieri, i muri e le vigne. Il substrato preferito è calcareo e calcareo/siliceo con pH basico, medi valori nutrizionali del terreno che deve essere secco.[14]
- Distribuzione altitudinale: sui rilievi, in Italia, queste piante si possono trovare fino a 800 m s.l.m. (fino a 2.200 m s.l.m. in Asia[11]); nelle Alpi frequentano quindi i seguenti piani vegetazionali: collinare, montano e in parte quello subalpino (oltre a quello planiziale).

## Fitosociologia
Dal punto di vista fitosociologico alpino Veronica polita appartiene alla seguente comunità vegetale:
- Formazione: delle comunità terofiche pioniere nitrofile

- Classe: Stellarietea mediae

- Ordine: Papaveretalia rhoeadis

## Tassonomia
La famiglia di appartenenza (Plantaginaceae) è relativamente numerosa con un centinaio di generi. La classificazione tassonomica di questa specie è in via di definizione in quanto fino a poco tempo fa il suo genere apparteneva alla famiglia delle Scrophulariaceae (secondo la classificazione ormai classica di Cronquist), mentre ora con i nuovi sistemi di classificazione filogenetica (classificazione APG) è stata assegnata alla famiglia delle Plantaginaceae; anche i livelli superiori sono cambiati (vedi il box tassonomico iniziale). Questa pianta appartiene alla sottotribù Veroniciinae (tribù Veroniceae e sottofamiglia Digitalidoideae). Il genere Veronica è molto numeroso con oltre 250 specie a distribuzione cosmopolita.

### Filogenesi
La specie V. polita appartiene alla sezione Pocilla Dumort.. Questo gruppo è caratterizzato da un ciclo biologico annuo, dalle infiorescenze formate da racemi terminali con brattee ben distinte dalle foglie oppure i fiori sono isolati all'ascella di foglie normali (quindi le brattee non si distinguono dalle foglie), dal calice a 4 lobi e dai semi piani o incavati.
Inoltre la specie di questa voce fa parte del Gruppo di V. agrestis insieme (relativamente all'areale italiano) alla specie Veronica persica Poir., Veronica agrestis L. e Veronica opaca Fries. I caratteri principali di questo gruppo sono:
- il portamento delle piante è annuale;
- i fusti sono prostrati o ascendenti e generalmente ramosi;
- le brattee dell'infiorescenza sono simili alle foglie e delle stesse dimensioni;
- l'infiorescenza ha 10 - 30 fiori con peduncoli alla fruttificazione ripiegati verso il basso;
- la forma dei semi è incavata a conchiglia con superficie rugosa e colorati di giallo-pallido;
- la dimensione dei semi è: 1,0 - 1,5 x 1,5 - 2,2 mm.

Il numero cromosomico di V. polita è: 2n = 14.

### Sinonimi
L'entità di questa voce ha avuto nel tempo diverse nomenclature. L'elenco seguente indica alcuni tra i sinonimi più frequenti:
- Veronica agrestis subsp. polita (Fr.) Rouy
- Pocilla polita  (Fr.) Fourr.
- Veronica crenulata  Sessé & Moc.
- Veronica didyma  Ten.
- Veronica didyma var. lilacina  T. Yamaz.

## Altre notizie
La veronica polita in altre lingue è chiamata nei seguenti modi:
- (DE)  Glänzender Ehrenpreis
- (FR)  Véronique luisante
- (EN)  Grey Field-speedwell